# Композиция VIII
«Композиция VIII» (англ. Composition VIII, нем. Komposition 8) — абстрактная картина русского художника Василия Кандинского, написанная в 1923 году и хранящаяся в Музее Соломона Гуггенхайма в Нью-Йорке.

## История
Предвестники создания полотна появились ещё в 1919 году, во время Гражданской войны в России, когда Кандинский временно входил в состав коллектива государственно-официального авангарда. Они документируют переход от немецкого экспрессионизма периода до Первой мировой войны к новым, более абстрактным перспективам, которые он позже представил в теоретических трудах Баухауса в дополнение к своей преподавательской деятельности. Инструменты, использованные в «Композиции VIII» для изображения круговых и параллельно-линейных геометрических фигур, такие как циркуль и линейки, восходят к влиянию русского художника Александра Михайловича Родченко, который использовал их с 1915 года для своих эскизов и картин, которым можно присвоить к супрематизму и конструктивизму в прикладном плане. Родченко и Кандинский тогды были хорошо известны. В отличие от своих геометрических форм, Кандинский создал большую пространственную глубину и меньшую схематичность, чем Родченко, но также использовал элементы супрематизма и конструктивизма.
Соломон Р. Гуггенхайм, его жена Ирен и художница Хилла фон Ребай, которая позже стала директором-основателем Музея Соломона Гуггенхайма в Нью-Йорке, весной 1929 года отправились в путешествие по Европе, во время которого они также посетили Баухаус в Дессау. Они познакомились с Кандинским и приобрели картину «Композиция VIII» как первую из более чем 150 работ художника.

## Описание
На неровном бежевом фоне расположен ряд чёрных линий, цветных кругов, полукругов и некоторых неправильно перекрывающихся треугольников. Некоторые линии образуют наклонные сетки, некоторые квадраты окрашены в разные цвета, некоторые образуют острые углы, а некоторые представляют собой кривые. Полукруги расположены в три группы по четыре штуки и касаются друг друга. Многие из кругов концентрические, и на светлом фоне, расположенном в левой верхней части холста, выделяется чёрный круг с красным контуром и фиолетовым центром. В «Композиции VIII» глубина и пространство композиции определяются слоями цвета на заднем плане: светло-голубым внизу; белый посередине; и жёлтый сверху.
Таким образом, новым доминирующим элементом его композиции стала форма и её контрасты, а не цвет: вы можете увидеть круг слева вверху по сравнению с линиями справа. С другой стороны, обратите внимание на контраст между цветами между желтым кругом с синим ореолом и синим кругом с желтым ореолом; а также взаимодействие геометрических фигур, чередующихся между динамичностью и спокойствием или агрессивностью и спокойствием.
Геометрические фигуры: круг (частично с аурой), квадрат, трапеция, линии, а также произвольная волнистая линия и узоры в форме шахматной доски выполнены в преимущественно светлой цветовой гамме с затененными участками, включающей не только основные цвета, но и также наложения и смешанные тона, которые, по словам Нэнси Спектор, куратора нью-йоркского музея Гуггенхайма, создают «пульсирующую поверхность, которая попеременно динамична и спокойна, агрессивна и тиха». Круг — доминирующая форма в этой и в более поздних картинах художника". Сам Кандинский видит в круге «синтез величайших противоположностей». Эти круги напоминают космические тела и внутренний звук, описанный Кандинским.

## Стилистика
Под влиянием использования геометрических форм в абстракции супрематизма Казимира Малевича он избегает этой авангардной тенденции, добавляя формам смысл. Кандинский хочет, чтобы зрители вносили идеи, чувства и ощущения, чтобы интерпретировать послание, которое через абстрактные формы оказывается более открытым, множественным и многозначным. Отличие Кандинского от других авторов-супрематистов состоит в том, что Кандинский опирался на выразительное содержание абстрактных форм.
Через геометрические формы работы Кандинского продолжали иметь отсылки к пейзажу, и это отличие от его русских соотечественников привело его к переезду в Германию, где его искусство было лучше воспринято. В 1922 году он стал профессорско-преподавательским составом школы Баухаус. Он проработал там до 1933 года, когда пришедшая к власти в Веймарской республике НСДАП в рамках борьбы с «дегенеративным искусством» закрыла школу и в лице спецслужб конфисковала 57 работ Кандинского.
Появление круга в этом произведении Кандинского имело бы очень важное значение в его последующих произведениях. О нём художник писал, что «это синтез великих противоположностей. Он сочетает в себе концентрическое и эксцентрическое в единой форме и балансе. Из трёх основных форм круг является той, которая явно устремляется к четвёртому измерению».
По мнению американского историка искусства Кларка В. Полинга, картина «Композиция VIII» июля 1923 года, наряду с картинами "На чёрном квадрате " (Музей Гуггенхайма, Нью-Йорк) и «Круги в круге» (Художественный музей Филадельфии), создана в том же год, один из ярких моментов творчества Кандинского того периода. Таким образом, они "достигают своего строгого качества благодаря своим основным формам, прямым и изогнутым, а также черным линиям на светлом фоне. Композиция открытого распределения и размер этих геометрических элементов придают картинам «монументальность и расширение». Композиция 8 также передает «атмосферную просторность» за счет цветового сочетания фона между светло-голубым и белым в нижней части изображения и желтым в верхней части изображения. Сам Кандинский также считал картину удачной. Он написал своему критику и биографу Уиллу Громанну, что «Композиция VIII» стала кульминацией его «послевоенных достижений».

В своем обзоре выставки в Городской галерее в доме Ленбаха в Мюнхене в 2009 году Михаэль Штитц описал изображение в своей статье «Кандинский или Школа видения» относительно музыкального аспекта творчества Кандинского:
«Музыкальное качество его картин невозможно переоценить, глядя на произведения. Кандинский услышал цвета. Такие названия, как „Композиция VIII“, не являются ярлыками смущения, а, скорее, указывают на стремление Кандинского изобразить „духовное в искусстве“. Объекты почти неизбежно должны были раствориться, и путь вел к абстракции» 
Предварительный этюд в технике акварели размером 47×42,5 см хранится в Галерее Галатеи в Турине.

## Участие в выставках
Картина неоднократно участвовала в выставках, ниже перечислены наиболее известные из них:
- Август-сентябрь 1923 года: выставка Баухауса в Веймаре.
- 30 января — 27 мая 1927 года: Пути и направления абстрактной живописи в Европе в Кунстхалле Мангейма
- С мая по июнь 1952 года: L’Œuvre du XXe siècle peintures, скульптуры в Государственном музее современного искусства в Париже, а затем с 15 июля по 17 августа в Британской галерее Тейт в Лондоне.
- 30 мая — 15 июля 1984 г.: Кандинский в России и в Баухаусе. 1915—1933 в Кунстхаусе Цюриха.
- 9 августа — 23 сентября 1984 г.: Кандинский. Русский период и годы Баухауса 1915—1933 в Архиве Баухауса, Музея дизайна, Берлин.